# Boj o těžkou vodu
Boj o těžkou vodu (norsky Kampen om tungtvannet, ve Spojeném království odlišný název The Saboteurs) je norská televizní minisérie z roku 2015 dle skutečných událostí za 2. světové války: německý jaderný program a jeho vážné narušení norskými odbojáři v operaci Telemark. S důrazem na roli norského zpravodajského důstojníka Leifa Tronstada, který byl původně vědec a chemik (společně s Jomarem Brunem v roce 1934 výrobu těžké vody v továrně Norsk Hydro vedle hydroelektrárny Vemork u města Rjukan v kraji Telemark vymyslel a zavedl).
Minisérie se natáčela v Norsku a Česku, podle scénáře Pettera S. Rosenlunda a Øyvinda Rune Stålena ji režíroval Per-Olav Sørensen, šlo o koprodukci norské veřejnoprávní televizní a rozhlasová společnost NRK s Dánskem a Spojeným královstvím. Původní sestřih má 6 dílů, každý cca 44–45 minut, ale Česká televize minisérii uvedla jako třídílnou (díly 86–89 minut): premiéra 2017 a repríza 2018.

## Název minisérie
Originální norský název Kampen om tungtvannet (kterému český titul plně odpovídá) je shodný s názvem polodokumentárního filmu z roku 1948, ve kterém norští odbojáři ze skupiny „Gunnerside“ hrají sami sebe a ve kterém vystupují také další významné osobnosti spojené s jadernou fyzikou, např. Frédéric Joliot-Curie.
Ve Spojeném království byla minisérie uváděna pod zcela odlišným názvem The Saboteurs, zatímco v USA a dalších anglicky mluvících zemích byl použit název The Heavy Water War. Podobné názvy najdeme i v dalších jazycích, např. slovensky Boj o ťažkú vodu, polsky Bitwa o ciężką wodę.

## Obsazení
Přestože je seriál založen na skutečných událostech a vystupují v něm převážně historicky existující osoby, kromě generálního ředitele Axela Auberta se v něm záměrně neobjevuje žádný další s nacisty kolaborující skutečný ředitel Norsk Hydro z válečných let. Místo toho je v seriálu fiktivní ředitel elektrárny Bjørn Henriksen.
| Espen Klouman Høiner | major Leif Tronstad: norský zpravodajský důstojník SOE, původně vědec a chemik                             |
| Christoph Bach       | Werner Heisenberg: německý fyzik, nositel Nobelovy ceny                                                    |
| Peri Baumeister      | Elisabeth Heisenbergová                                                                                    |
| Pip Torrens          | plukovník John Skinner Wilson, SOE                                                                         |
| Anna Friel           | kapitánka Julie Smithova (fiktivní postava)                                                                |
| Søren Pilmark        | Niels Bohr: dánský fyzik, nositel Nobelovy ceny                                                            |
| Stein Winge          | Axel Aubert: původně chemický inženýr, v seriálu již na pozici skutečného generálního ředitele Norsk Hydro |
| Dennis Storhøi       | Bjørn Henriksen: ředitel elektrárny (fiktivní postava)                                                     |
| Maibritt Saerens     | Ellen Henriksenová: manželka ředitele elektrárny (fiktivní postava)                                        |
| Espen Reboli Bjerke  | Jomar Brun: chemický inženýr, spolu s Tronstadem v roce 1934 zavedli výrobu těžké vody                     |
| David Zimmerschied   | Carl Friedrich von Weizsäcker: fyzik, člen týmu W. Heisenberga                                             |
| Andreas Döhler       | Kurt Diebner: ředitel německého jaderného programu                                                         |
| Robert Hunger-Bühler | generál německého dělostřelectva Emil Leeb                                                                 |
| Corey Johnson        | generálmajor Pat Pritchard, USAAF (fiktivní postava)                                                       |

### Skupina Grouse
| Benjamin Helstad     | podporučík Jens-Anton Poulsson: velitel skupiny |
| Torstein Bjørklund   | seržant Arne Kjelstrup                          |
| Rolf Kristian Larsen | Einar Skinnarland                               |
| Christian Rubeck     | seržant Claus Helberg                           |
| Audun Sandem         | podporučík Knut Haugland                        |

### Skupina Gunnerside
| Tobias Santelmann       | podporučík Joachim Rønneberg: velitel skupiny       |
| Frank Kjosås            | podporučík Knut Haukelid: zástupce velitele skupiny |
| Endre Ellefsen          | seržant Hans Storhaug                               |
| Ole Christoffer Ertvaag | seržant Birger Strømsheim                           |
| Eirik Evjen             | podporučík Kasper Idland                            |
| Mads Sjøgård Pettersen  | seržant Fredrik Kayser                              |

## Obsah dílů
| Díl | První vysílání | Stručný obsah dílu |
| --- | -------------- | --- |
| 1   | 2015-01-04     | Německo během operace Weserübung obsazuje Dánsko a Norsko. Němci nařizují zdvojnásobení výroby těžké vody v továrně u hydroelektrárny Vemork, Rjukan. Norský profesor Leif Tronstad se dostane do Anglie, aby varoval Spojence před tím, co považuje za snahu o sestrojení německé atomové bomby.                                                |
| 2   | 2015-01-04     | Leif Tronstad naváže kontakt s britským ministerstvem obrany a je vypracován plán na zničení zařízení továrny na těžkou vodu. V Rjukanu je nový ředitel Henriksen konfrontován se sabotáží na zařízení na těžkou vodu. Ale operace Grouse v roce 1942 je katastrofálně neúspěšná.                                                                |
| 3   | 2015-01-11     | Američané chtějí továrnu na těžkou vodu bombardovat, ale Leif Tronstad přesvědčí Spojence, aby místo toho vyslali malý, výhradně norský tým. V Německu slibuje fyzik a nositel Nobelovy ceny Werner Heisenberg průlom ve vývoji nacistické atomové bomby.                                                                                        |
| 4   | 2015-01-18     | Werner Heisenberg je jmenován ředitelem Institutu císaře Viléma (po válce přejmenován na Společnost Maxe Plancka). Již předtím byla veškerá uranová ruda z obsazených československých dolů odvezena do Německa. V únoru 1943 se nově vysazený tým Gunnerside spojil se zbytky týmu Grouse a časovanými bombami poškodí zařízení na těžkou vodu. |
| 5   | 2015-01-25     | Werner Heisenberg musí pokračovat ve výzkumu bez těžké vody. Když se Spojenci dozví, že Němci továrnu obnovují, rozhodnou se ji Američané bombardovat. Bombardování způsobí jen malé škody v továrně, ale značné ztráty na civilních obětech. |
| 6   | 2015-02-01     | Bombardování nicméně přiměje Němce k rozhodnutí přesunout zásoby těžké vody a použitelné zařízení z Norska do Německa. Zbývající členové týmu Gunnerside potopí trajekt SF Hydro, na který byly během cesty z Rjukanu přes jezero Tinnsjå naloženy železniční vagóny s těžkou vodou a veškerým zařízením.                                        |

## Produkce
Náklady na výrobu činily přibližně 75 milionů norských korun, což je zhruba 7,8 milionu EUR. Seriál se natáčel v Norsku (Oslo, Rjukan a jeho okolí, norské hory) a Česku. V Praze to byly zejména následují budovy: Národní muzeum (udílení Nobelovy ceny Werneru Heisenbergovi), Právnická fakulta, Přírodovědecká fakulta nebo areál bývalých továren ve Vysočanech. Mimo Prahu např. Konopiště nebo letiště Benešov.

## Sledovanost, recenze a ocenění

### Sledovanost vNorsku
Norský televizní kanál NRK1 odvysílal v premiéře první dvě části najednou (4. ledna 2015), ale další díly už byly vysílány jednotlivě, tedy celkem v pěti týdnech. Úvodní dva díly sledovalo 1 259 000 diváků (Norsko má přibližně 5,5 miliónu obyvatel), což byl rekord pro zahájení seriálu v Norsku. Třetí díl vidělo 1,239 miliónu diváku a čtvrtý 1,288 miliónu. Pátý díl vidělo 1,319 miliónu diváků a poslední šestý díl 1,322 miliónu. Kromě třetího dílu tedy celou dobu sledovanost vzrůstala a poslední díl vidělo 64 % všech v té době u televize přítomných diváků.

### Jiné země
Ve Spojeném království byla minisérie vysílána pod zcela odlišným názvem The Saboteurs od 19. června 2015 na stanici More4 a získala dobré recenze. Záhy (10. srpna 2015) byla vydána také na DVD a Blu-ray. V Polsku měl seriál premiéru 15. ledna 2016 a získal také velmi dobré recenze. Vysílací práva pro Francii zakoupila společnost Entertainment One, pro Benelux společnost Lumière, pro Španělsko společnost A Contracorriente, pro Polsko společnost Kino Swiat a pro Balkán společnost Stas Media. Práva pro USA zakoupila společnost MHz Networks, která oznámila datum vydání na DVD na 8. března 2016.

### Recenze
Norské noviny Verdens Gang udělily seriálu 5 bodů z 6 a uvedly, že „některé historiky to rozzuří a někteří zainteresovaní si budou stěžovat, ale většinu televizních diváků to pohltí“. Polský článek již v titulku uvádí: „Vynikající norský seriál o druhé světové válce... Doporučujeme Bitvu o těžkou vodu.“ V České republice seriál doporučuje Mirka Spáčilová a v krátkém článku uvádí hlavní důvody, proč seriál vidět.
The Guardian v recenzi uvádí: Minisérie „... nahlíží na tyto události ze široké perspektivy. Nejde jen o souboj klaďasů (spojenců) se záporáky (Němci), ale vykresluje komplexnější a zajímavější obraz. Pravděpodobně právě severský původ seriálu umožňuje soustředit se na postavy, a dokonce i na trochu kvantové fyziky, a ne se jen ponořit do akce.“ ... Je to poutavé, napínavé a vtahuje to diváka do děje.
International Business Times k uvedení Blu-ray verze již v titulku uvádí „Severský seriál nastavuje novou laťku válečných dramat“. Dále konstatuje, že pokud jste ho neviděli v televizním vysílání a zajímáte se o historii, pak vás tento seriál rozhodně nesmí minout. Na snímku, který v Norsku překonal divácké rekordy „... je osvěžující, že ani v jednom okamžiku se nedívá na události kolem druhé světové války jednoduše černobíle. ... postavy jsou realistické, zajímavé a někdy morálně konfliktní. Nikdy se úplně nevejdou do jedné škatulky, a to je činí lidskými, a o to více sledovatelnými. Pravděpodobně za to může fakt, že minisérie se jen zřídkakdy odchyluje od faktické historie, protože všechny její postavy kromě jedné skutečně existovaly v reálném životě“.

### Ocenění
Seriál získal v roce 2015 ocenění na Mezinárodním televizním festivalu Prix Italia (který již od roku 1948 pořádá italská veřejnoprávní televize Rai) v kategorii Seriály s následujícím zdůvodněním: „Thriller s vynikajícími hereckými výkony, vysoce kvalitní produkce. Skvělá kamera, vynikající herecké výkony, výborná režie.“

### Historická přesnost
Od premiéry seriálu se vedou debaty o jeho historické přesnosti. Obavy vzbuzovalo zejména jakým způsobem bylo vykresleno zapojení německého fyzika Wernera Heisenberga do programu vývoje jaderných zbraní a narážky na jeho homosexualitu. Článek dochází k závěru, že homosexuál pravděpodobně nebyl, ale je doloženo, že z toho byl obviněn, což v Německu té doby bylo velmi nebezpečné. Obvinění se nedostala na veřejnost, ale na Heisenberga byl vyvíjen nátlak.
V článku jsou diskutovány také smyšlené postavy, které v rámci umělecké licence vytvořili autoři seriálu. Mezi nimi fiktivní ředitel Bjørn Henriksen, který je kombinací více osob. Scenárista Petter S. Rosenlund k tomu v článku uvádí následující komentář. Všichni ředitelé byli v Oslu, žádný nebyl ve Vemorku dlouhodobě přítomen během operací s těžkou vodou, zatímco my jsme chtěli ředitele, který by byl událostem blíže.

### Jiné filmy
Již krátce po válce (v roce 1948) byl natočen v koprodukci Norska a Francie polodokumentární film (můžeme říci též dokudrama) jehož originální norský název je Kampen om tungtvannet (Boj o těžkou vodu): tedy stejný jako pozdější druhé norské vydání knižních vzpomínek účastníka akcí Knuta Haukelida z roku 1953 a také jako název tohoto seriálu z roku 2015.
Ve Francii byl promítán pod prakticky stejným názvem La Bataille de l'eau lourde a stal se zde druhým nejúspěšnějším filmem roku (skoro 5,4 miliónu diváků). V anglicky mluvících zemích byl promítán pod názvem Operation Swallow: The Battle for Heavy Water. Na MFF v Benátkách film získal Medaili ENIC a dále byl nominován na Velkou mezinárodní cenu.
V roce 1965 bylo natočeno výpravné britské filmové drama Hrdinové z Telemarku. Scénář napsali Ivan Moffat a Ben Barzman, přičemž vycházeli z prvního anglického vydání (1954) výše zmíněné knihy Knuta Haukelida a také z knihy Johna Drummonda But for these men: How eleven commandos saved Western civilization, ale konečná verze scénáře má některé významné odchylky od skutečných událostí.
Film v britské produkci režíroval americký režisér Anthony Mann, hlavní role americký herec Kirk Douglas, irský herec Richard Harris a švédská herečka Ulla Jacobssonová. Velká část se natáčela na autentických místech v Norsku. Česká televize film znovu vysílala v sobotu 29. června 2024 na programu ČT2 a poté je po omezenou dobu dostupný také v iVysilání.
Dále vzniklo několik ryze dokumentárních děl: buď jako součást větších celků nebo samostatně. V roce 1998 v rámci rozsáhlého britského dokumentárního seriálu Tajemství 2. světové války díl nazvaný The Real Heroes of Telemark, v ČT pod mírně odlišným názvem Hrdinové z Telemarku. V roce 2003 vznikl v BBC další dokument, opět nazvaný The Real Heroes of Telemark (režie Martin Pailthorpe). V roce 2018 francouzský dokument Válka o těžkou vodu (režie Nicolas Jallot), který kromě dosud nepublikovaných svědectví využívá také četné záběry z výše zmíněného dokudramatu Boj o těžkou vodu z roku 1948.